# Österreichische Siemens-Schuckert-Werke
Die Österreichischen Siemens-Schuckert-Werke (ÖSSW) waren das größte Elektrotechnik-Unternehmen Österreichs und hatten einen bedeutenden Anteil an der Elektrifizierung der österreichischen Eisenbahnen.
Die ÖSSW waren eine Tochtergesellschaft der deutschen Siemens-Schuckertwerke.

Werbung der ÖSSW von 1910 mit der ersten E-Lok der Mariazellerbahn

## Geschichte
Das Unternehmen entstand am 1. April 1904 im Zuge der Fusion der Starkstromabteilungen der 1879 gegründeten Wiener Tochterfirma der Siemens & Halske AG mit der der Österreichischen Schuckert-Werke, 1897 gegründete Tochter der Firma Schuckert & Co. aus Nürnberg. Die ÖSSW stiegen in Folge rasch zum bedeutendsten Elektrotechnikkonzern der Donaumonarchie auf und waren besonders in der Elektrifizierung des österreichischen Bahnnetzes und der Errichtung von Wasserkraftwerken führend.
Ein technisches Büro auf der Wiener Mariahilfer Straße wurde eingerichtet, es folgten rasch weitere Büros in Linz, Graz und Innsbruck. Der Sitz der Firma und das Hauptwerk befanden sich im ehemaligen Schuckert-Werk in der Engerthstraße im 20. Bezirk. Die Österreichischen Siemens-Schuckert-Werke waren neben den Ländern Cisleithaniens für Bosnien-Herzegowina, die Balkanländer, Griechenland und die Türkei zuständig. Innerhalb der Österreichischen Reichshälfte entstanden Vertriebsbüros in Brünn, Czernowitz, Lemberg, Müglitz, Reichenberg, Rumburg, Mährisch-Ostrau, Pilsen, Prag, Teplitz-Schönau, Troppau, Olmütz, Sarajewo, Laibach, Belgrad, Zagreb, Trient und Triest, der bedeutendsten Hafenstadt Österreich-Ungarns. Diese Büros wurden auch von der österreichischen Siemens & Halske AG, bei welcher das Schwachstromgeschäft verblieben war, genutzt. Darüber hinaus richteten die ÖSSW Auslandsvertretungen ein – unter anderem in Athen, Bukarest, Kairo, Konstantinopel, Saloniki, Sofia und Izmir (Smyrna). Als Tochterfirma im weitgehend eigenständigen Ungarn wurde die Ungarische Siemens Schuckert AG gegründet.
Zwischen der Gründung und dem Ende des Ersten Weltkriegs wurden zahlreiche elektrische Straßenbahnen, Lokalbahnen, Wasserkraftwerke und Überlandleitungen von den ÖSSW errichtet. Die Firma lieferte die elektrische Ausrüstung zu den von den Waggonfabriken Graz, Simmering, Nesselsdorf und Stauding gebauten Triebwagen und Lokomotiven. 1907 wurde auf der Lokalbahn Wien–Baden der erste Wechselstrombetrieb auf einer normalspurigen Eisenbahnstrecke in Österreich eingerichtet, die Motoren der Triebwagen waren gleichermaßen für Gleich- und Wechselstrom geeignet. Mit Stand 1908 hatten die ÖSSW 69 Elektrizitätswerke und 16 Bahnstrecken elektrisch ausgerüstet, dazu kamen 15.000 elektrische Maschinen und Transformatoren mit zusammen 330 MW Leistung. 1911 wurde die schmalspurige Mariazellerbahn als erste lange Bahnstrecke der Welt mit Wechselspannung elektrifiziert, die seinerzeit gelieferten Lokomotiven der Reihe 1099 und das dazugehörige Kraftwerk Wienerbruck waren zum Teil über 100 Jahre im Dienst.
Es wurden zu dieser Zeit auch diverse Elektromotoren, Schaltanlagen, Übertragungsleitungen, Bohrmaschinen, Stromzähler, Bogenlampen, Ventilatore, Pumpen und Aufzüge erzeugt. 1913 waren die ÖSSW mit allein 6.000 Beschäftigten in Wien das größte Elektrotechnikunternehmen Österreich-Ungarns.

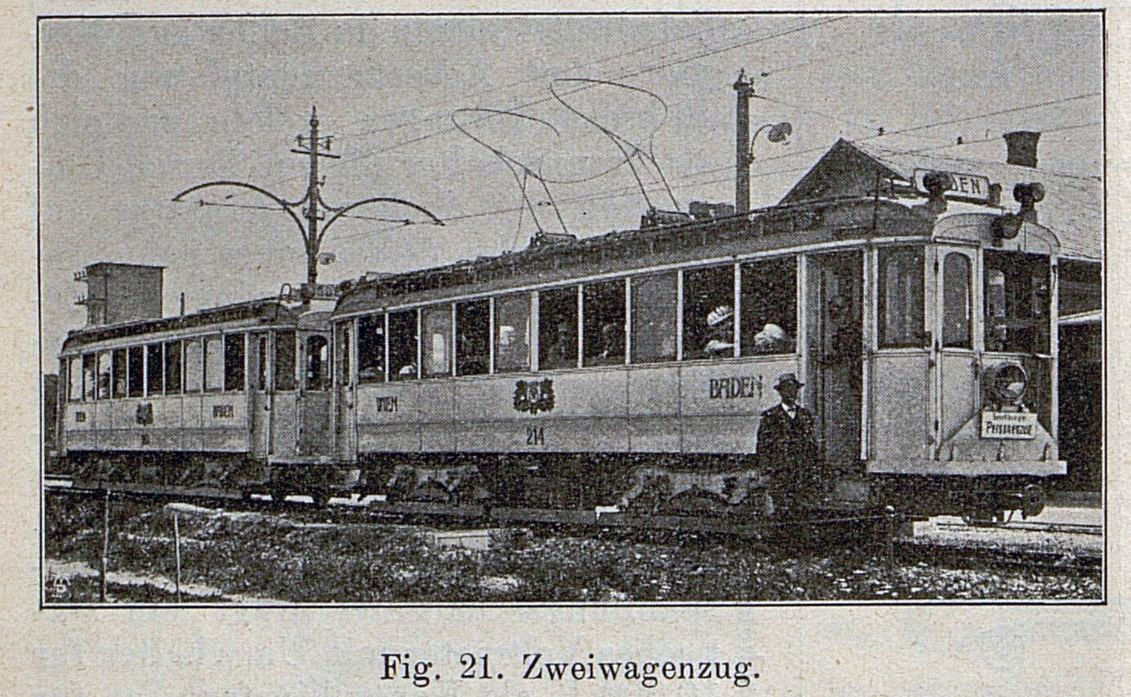
Triebwagen der Wiener Lokalbahn für Gleich- und Wechselstrom (1907)

In der Zwischenkriegszeit machten sich die ÖSSW vor allem um die Elektrifizierung des Bahnnetzes der Österreichischen Bundesbahnen bemüht, wichtige Gebirgsbahnen wie die Arlbergbahn, die Giselabahn, die Tauernbahn oder die Salzkammergutbahn wurden mit Fahrleitungen und Kraftwerken der Österreichischen Siemens-Schuckert-Werke versorgt. In Wien wurde die Wiener Elektrische Stadtbahn geschaffen. 1927 wurde in der Nibelungengasse unter Carl Friedrich von Siemens das Siemenshaus errichtet. 1929 belief sich die Belegschaft der ÖSSW (einschließlich der Tochtergesellschaften in den Nachfolgestaaten der Monarchie) auf rund 11.700 Mitarbeiter, mit 3.800 Beschäftigten erreichen die Wiener Werke einen Höchststand. 1930 wurde erstmals in Österreich ein Seekabel verlegt und zwar für die Oberösterreichische Kraftwerke AG quer durch den Wolfgangsee nach St. Gilgen.
Im Zuge der Weltwirtschaftskrise der 1930er Jahre mussten auch die ÖSSW massiv Personal abbauen, der Mitarbeiterstand reduzierte sich um fast 70 % auf lediglich 1.947 Beschäftigte.
1939 verloren die ÖSSW im Zuge des Anschlusses Österreichs an das Deutsche Reich ihre Eigenständigkeit und wurden zu Zweigstellen des Stammhauses. Im Zweiten Weltkrieg wurden auch Zwangsarbeiter, Kriegsgefangene und KZ-Häftlinge eingesetzt. Ende des Jahres 1944 waren von ca. 22.000 bei Siemens in der Ostmark tätigen Personen etwa 4.400 Zwangsarbeiterinnen und Zwangsarbeiter, darunter rund 400 KZ-Häftlinge. Die Werksanlagen in Wien wurden durch Bombardements weitgehend zerstört, nach Kriegsende folgte die Demontage noch brauchbarer Anlagen durch die Besatzungsmächte. Das Unternehmen wurde als Siemens Schuckert Werke wieder selbstständig und unter großen Schwierigkeiten wieder aufgebaut. 1946 wurden die ÖSSW verstaatlicht, ausgenommen davon waren bis 1955 die unter der Kontrolle der USIA stehenden Werke in der Engerthstraße und der Siemensstraße.
Im Zuge des Wiederaufbaues Österreichs wurden viele Eisenbahn- und Straßenbahnfahrzeuge repariert, neue elektrische Ausrüstungen und Fahrzeuge entwickelt und die Wiener Staatsoper und das Burgtheater mit neuen elektrischen Installationen ausgerüstet (gemeinsam mit Siemens & Halske). Nach dem Staatsvertrag gelang es den SSW, wieder an die großen Erfolge der Vorkriegszeit anzuknüpfen.
Für die Ausrüstung elektrischer Bahnen wurde bereits in der Zwischenkriegszeit eine erfolgreiche Kooperation mit den anderen Elektrotechnikunternehmen in Österreich eingegangen, aus der schließlich nach dem Krieg die Firmengemeinschaft ABES entstand - ein Verband der Firmen AEG-Union, Österreichische Brown, Boveri Werke, ELIN und Siemens-Schuckert. Sie diente vornehmlich der quotenmäßigen Aufteilung der Aufträge für elektrische Ausrüstungen.
1965 änderte das Unternehmen im Zuge eines Vereinheitlichungsprozesses der Starkstromindustrie in Österreich seinen Namen in Wiener Starkstromwerke (WStW). 1967 wurde die österreichische Siemens GmbH gegründet und die WStW fusionierte mit dieser, 1970 wurde die Siemens AG Österreich geschaffen und die diversen Siemens-Betriebe in dieser zusammengefasst.

## Erzeugnisse der ÖSSW
Erzeugt wurden vor allem elektrische Ausrüstungen für Schienenfahrzeuge und E-Werke.

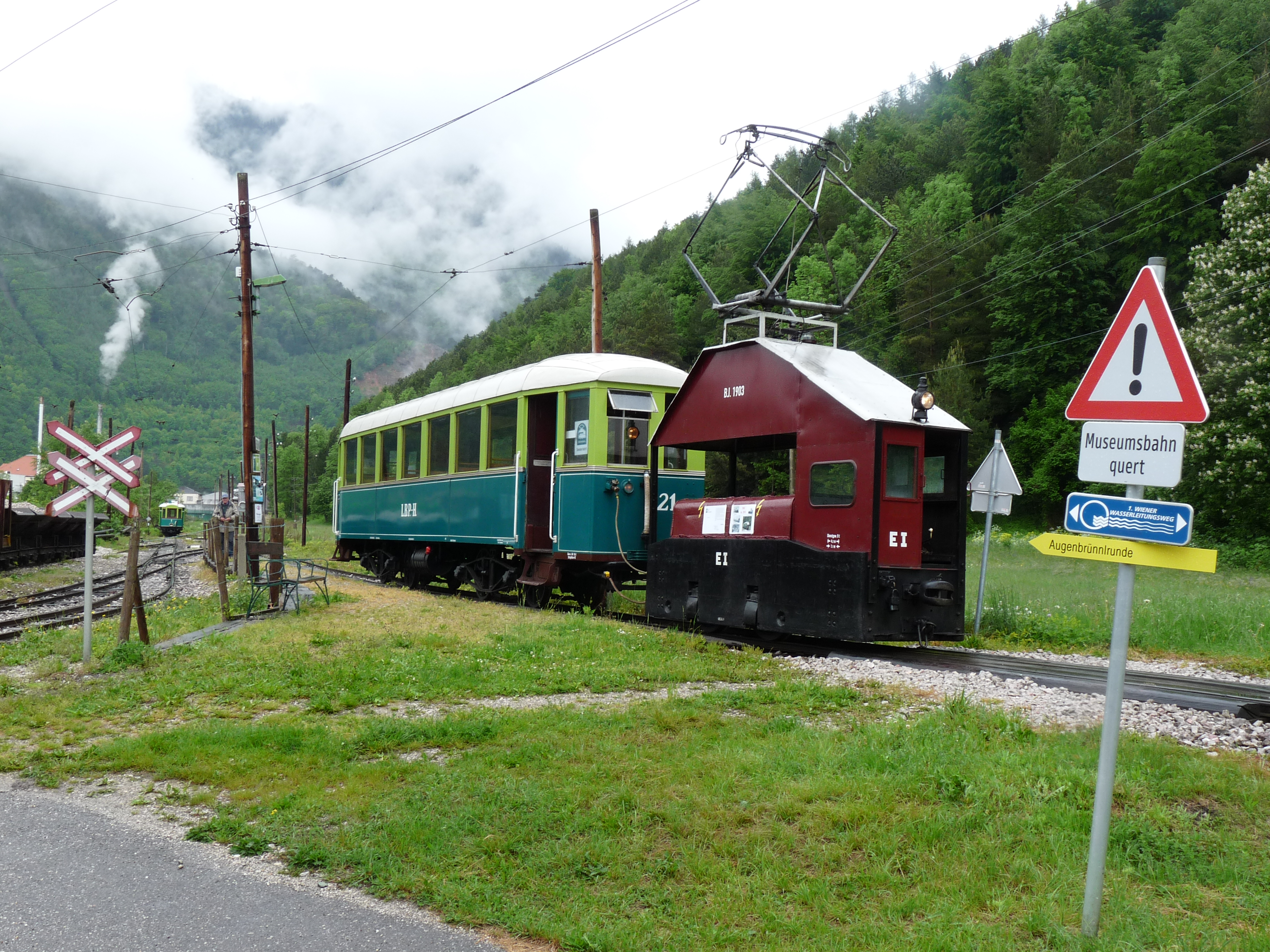
Lokomotive der Höllentalbahn (1903)
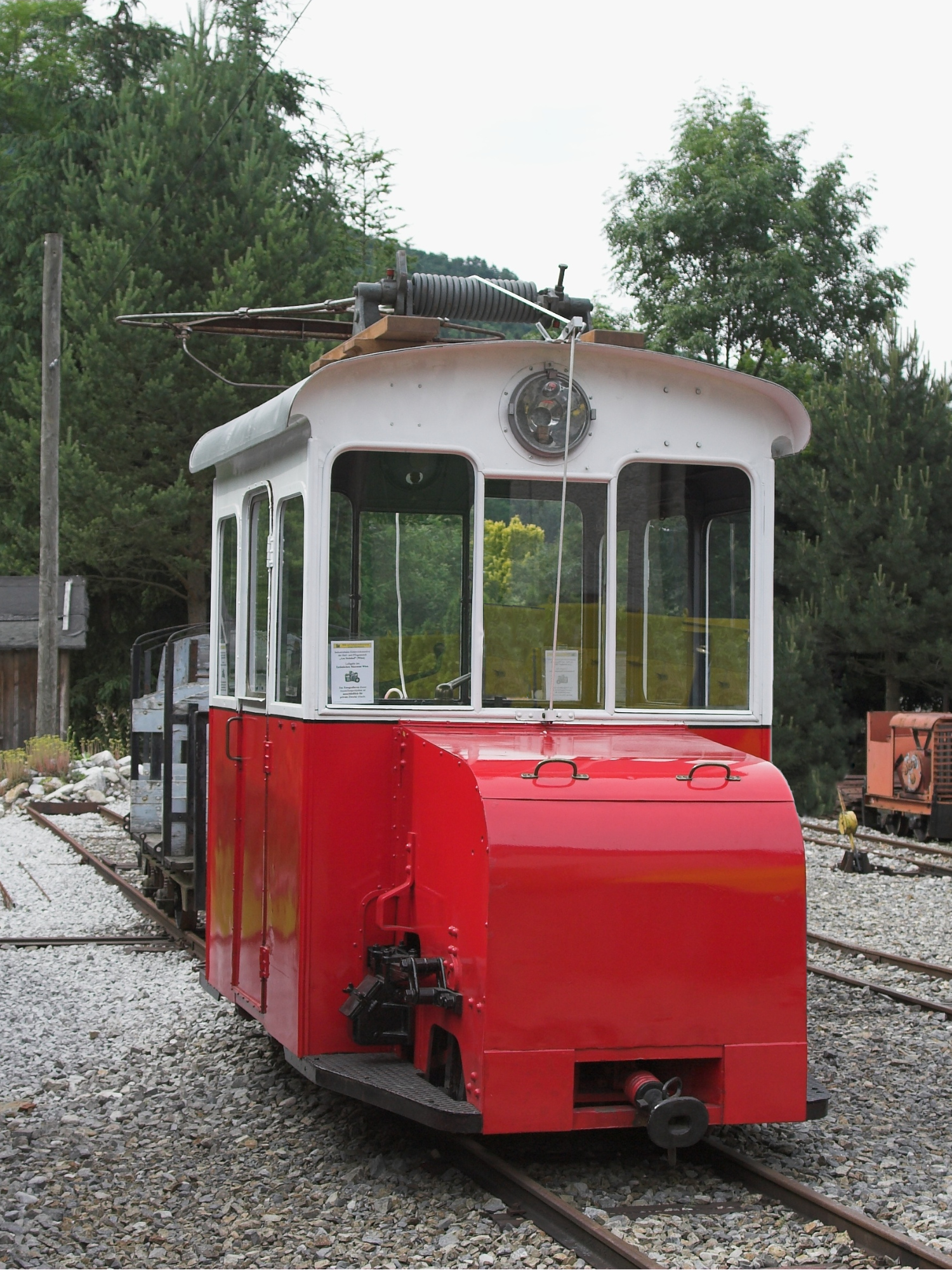
Lokomotive der Anstaltsbahn Steinhof (1907)
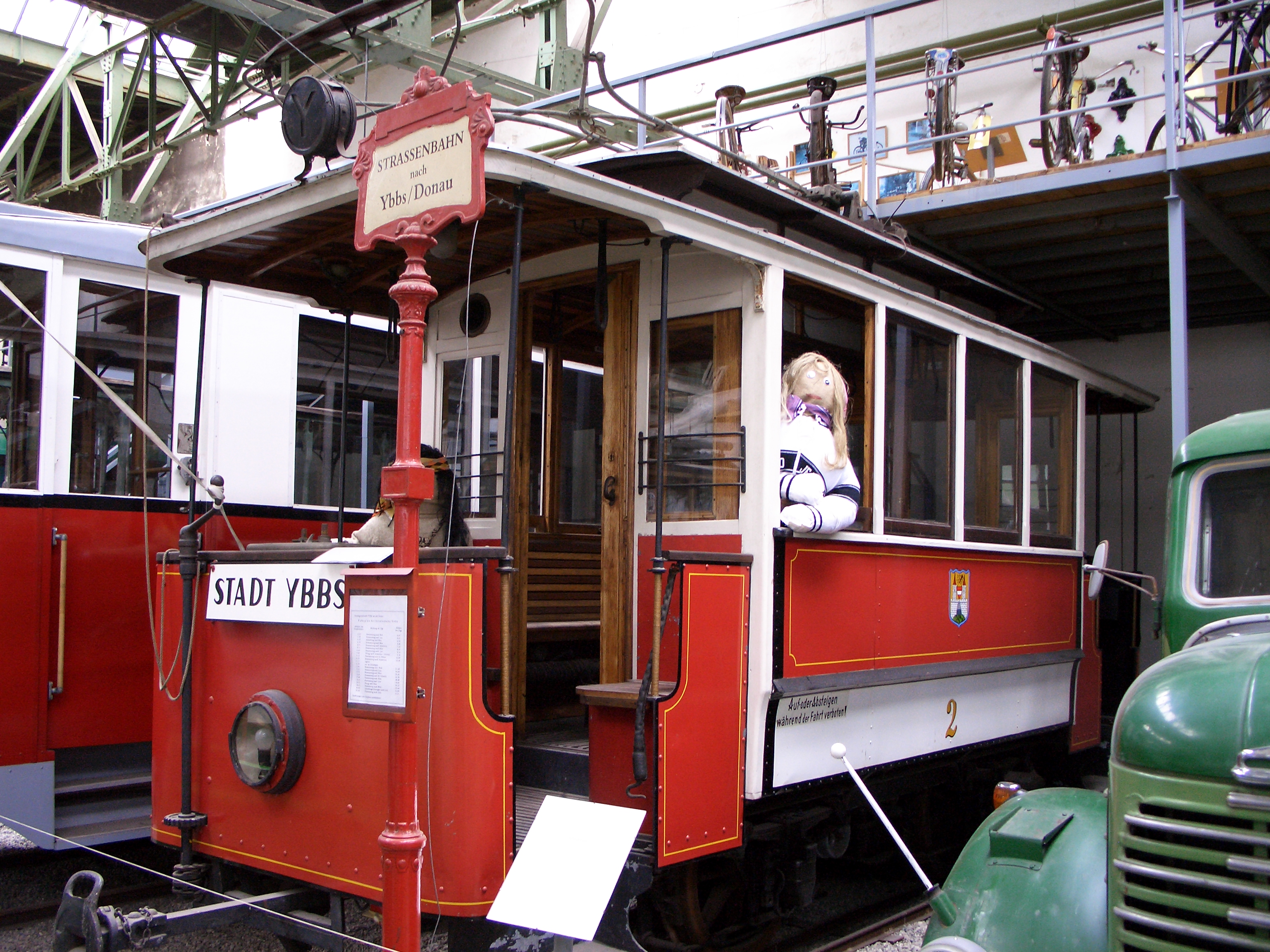
Ybbser Straßenbahn (1907)
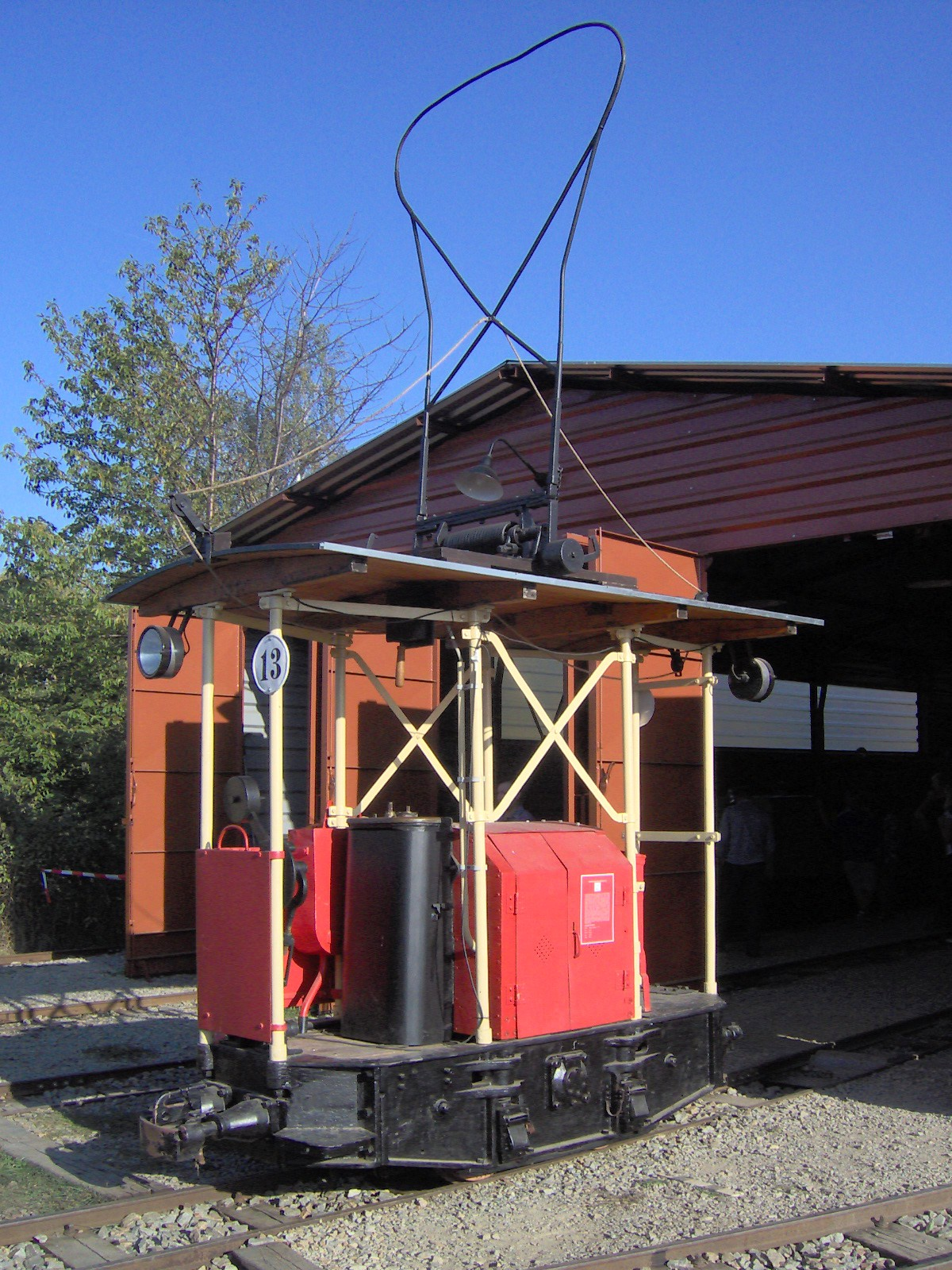
Feldbahn-Werkslok des Chemiewerkes Aussig (1908)
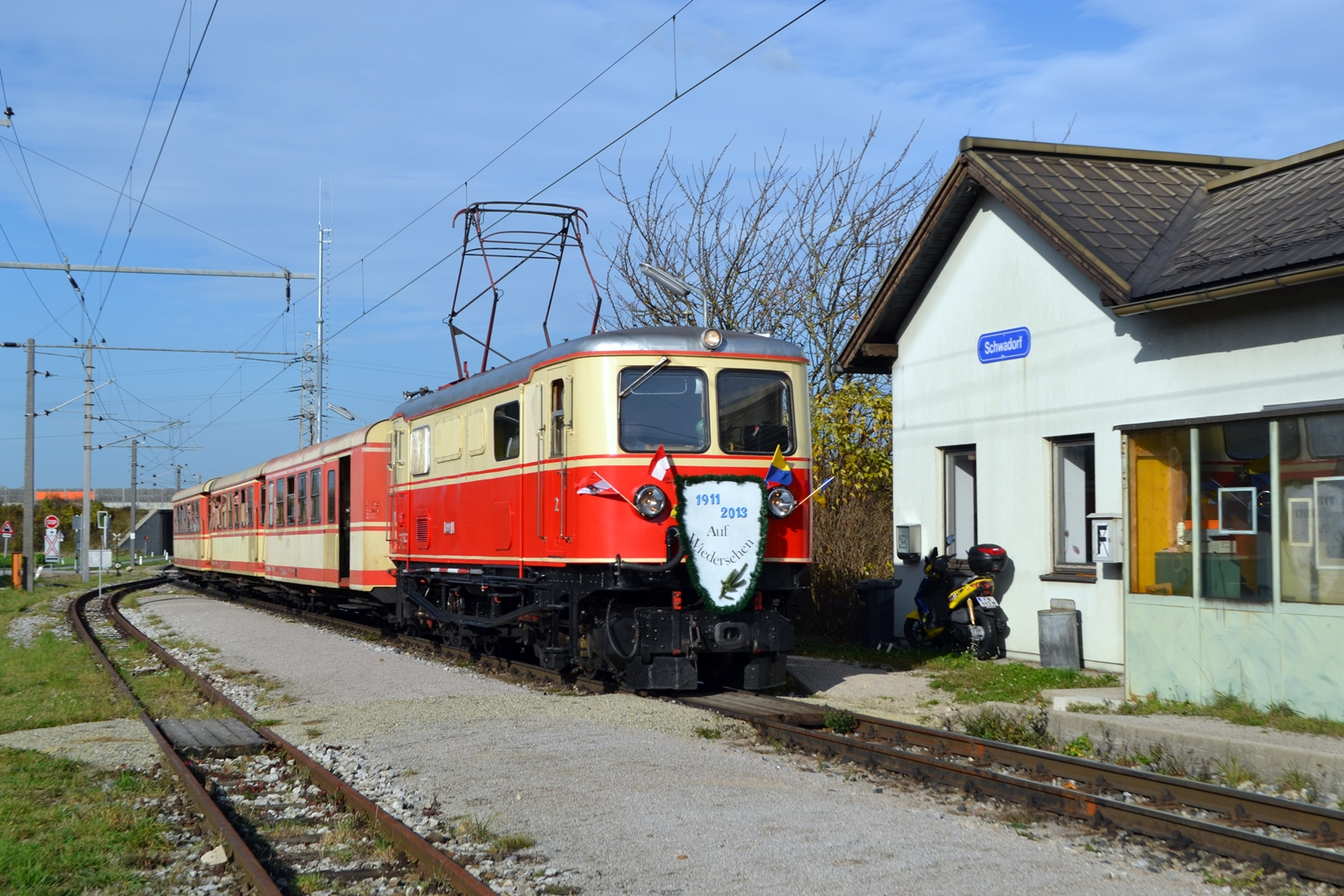
Elektrolok der Mariazellerbahn (1910/11) beim Abschied aus dem täglichen Betrieb (2013)
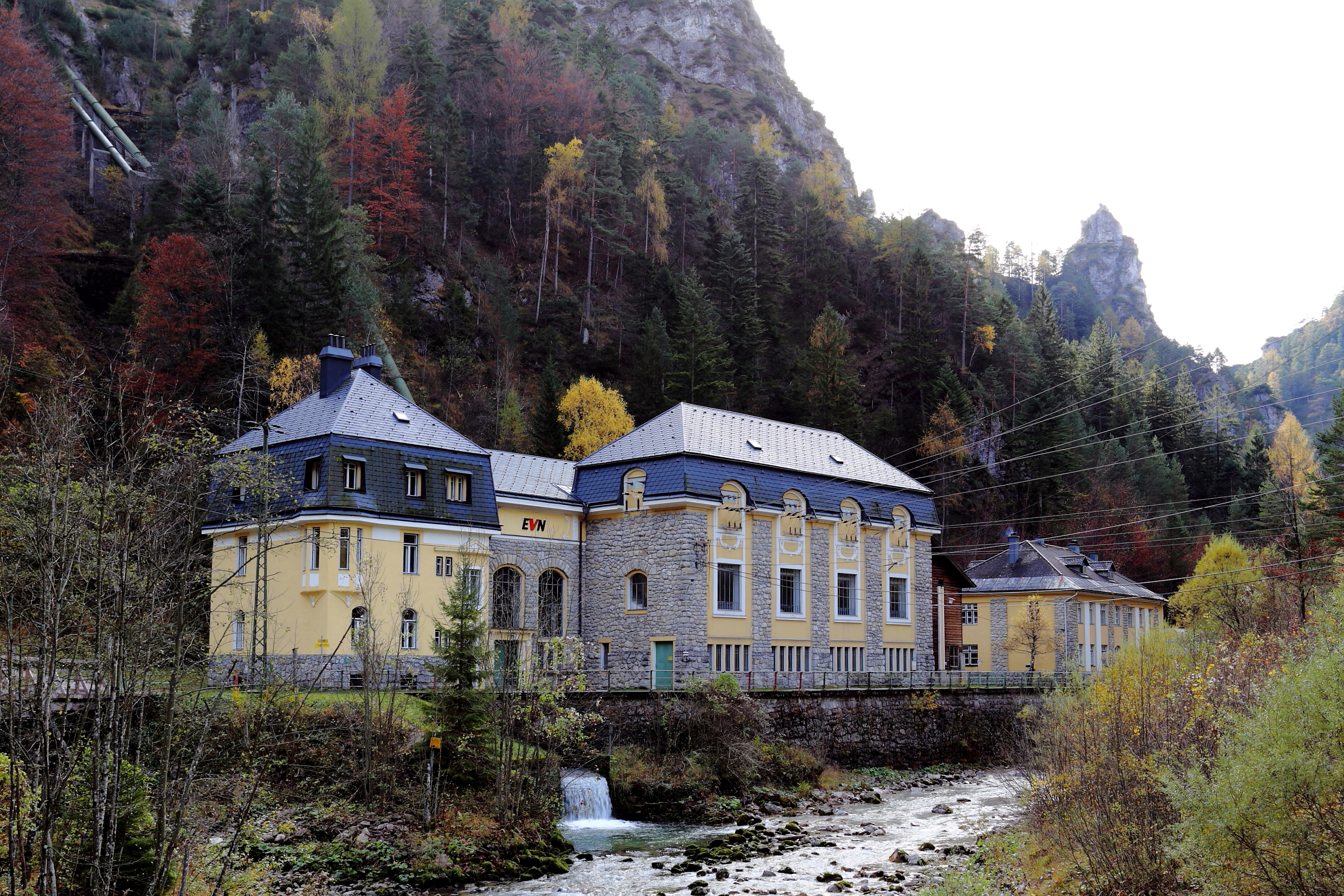
Kraftwerk Wienerbruck in den Ötschergräben (1910)
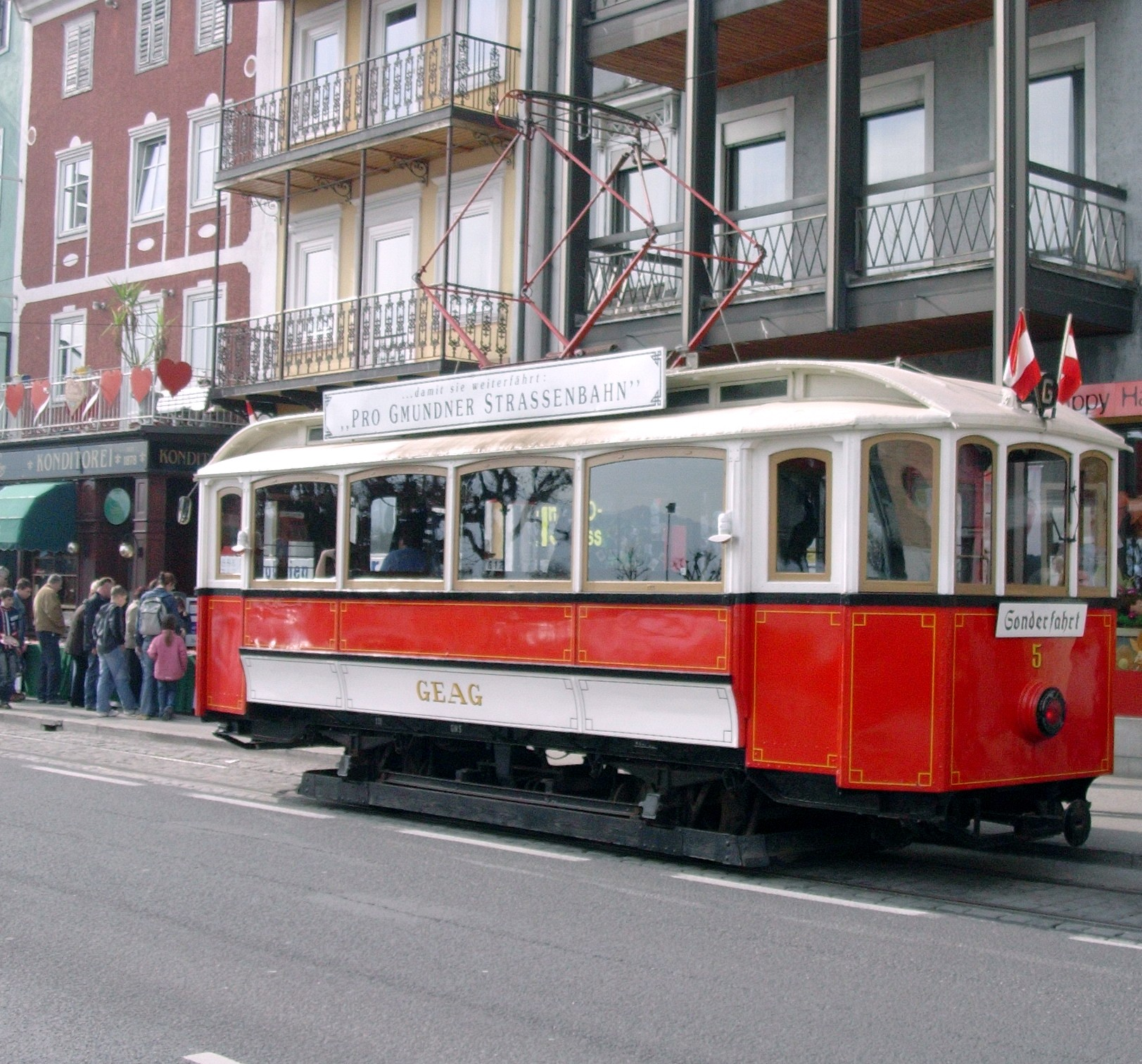
Triebwagen 5 der Straßenbahn Gmunden (1911)
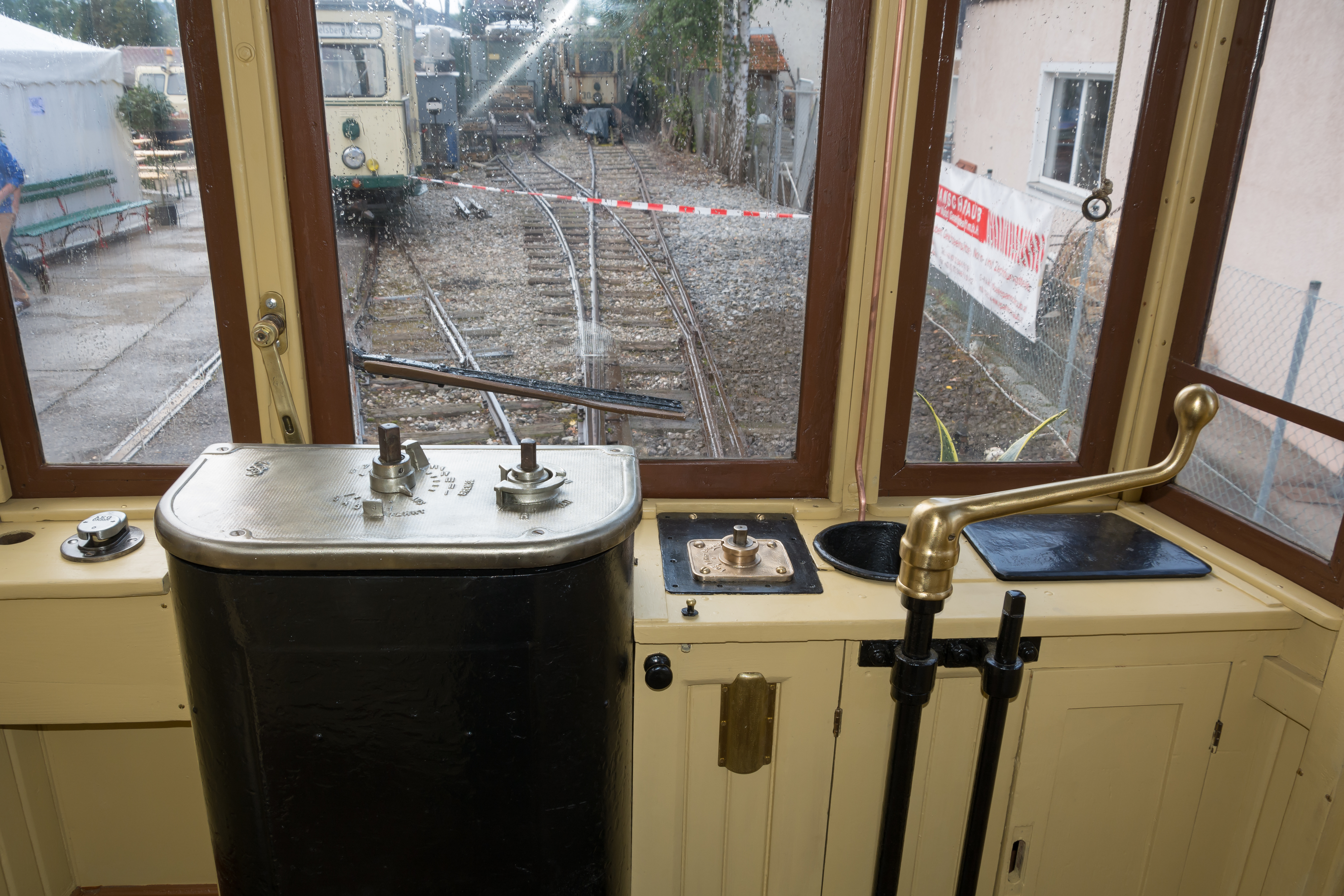
ÖSSW-Fahrschalter Typ K in einem Triebwagen der Florianerbahn (1912)
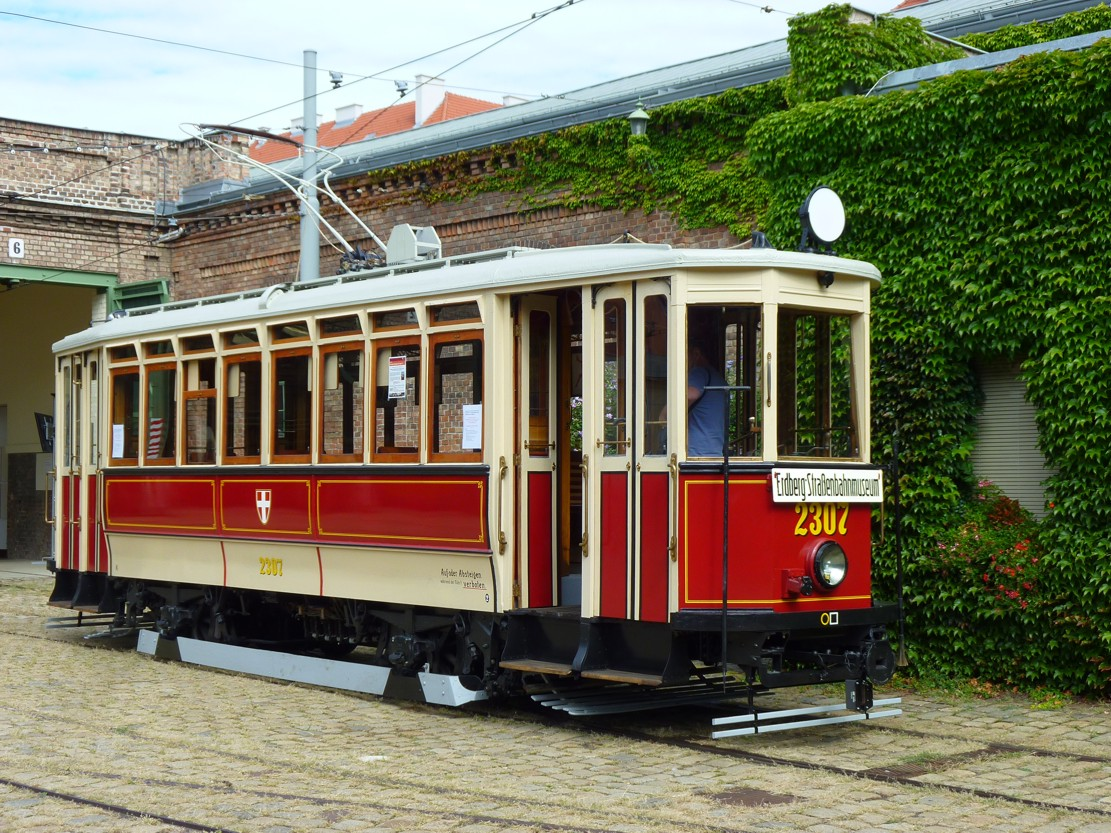
Triebwagen Typ K der Wiener Straßenbahn (1912)
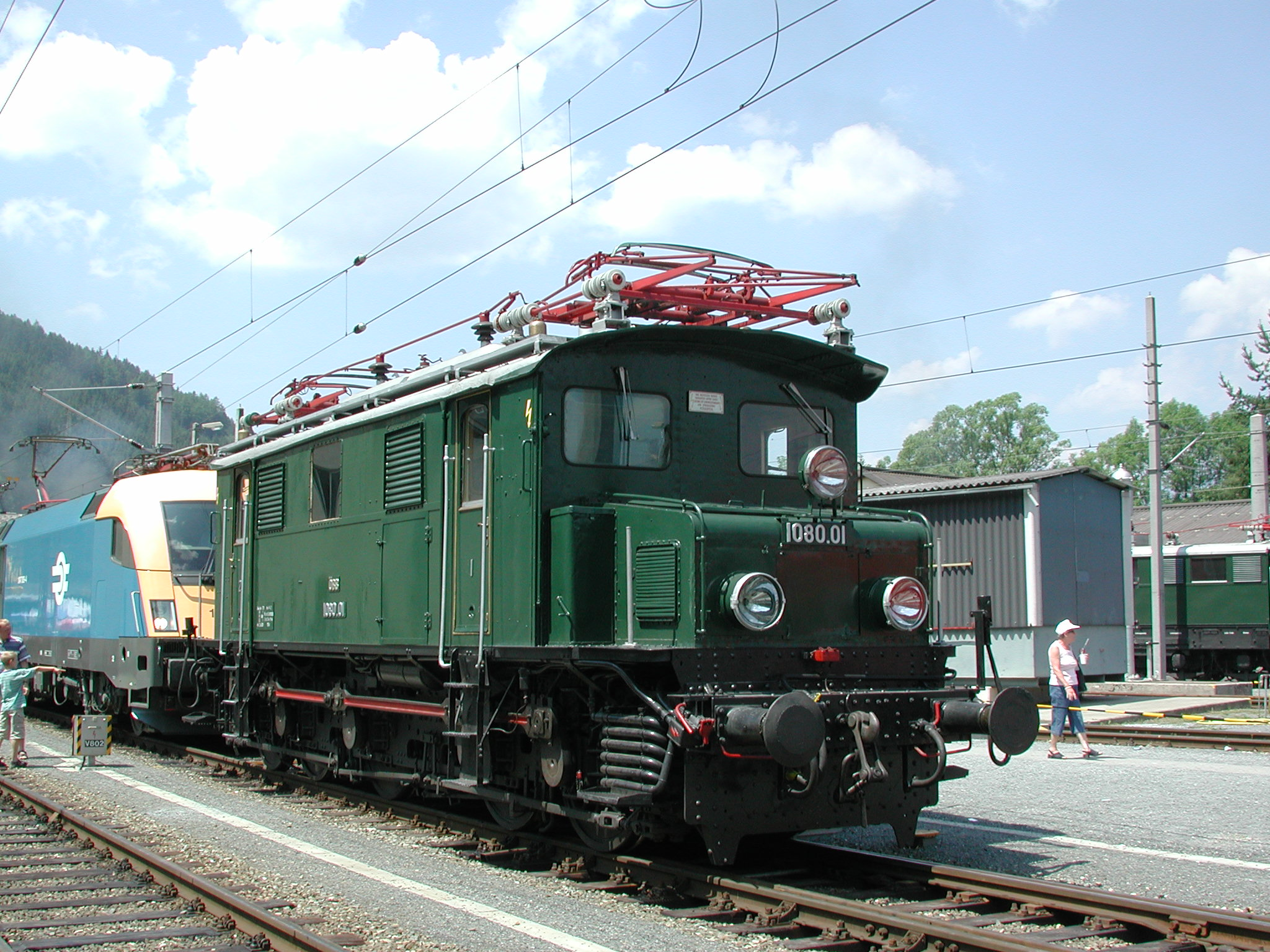
Güterzugslok BBÖ 1080 (1924)
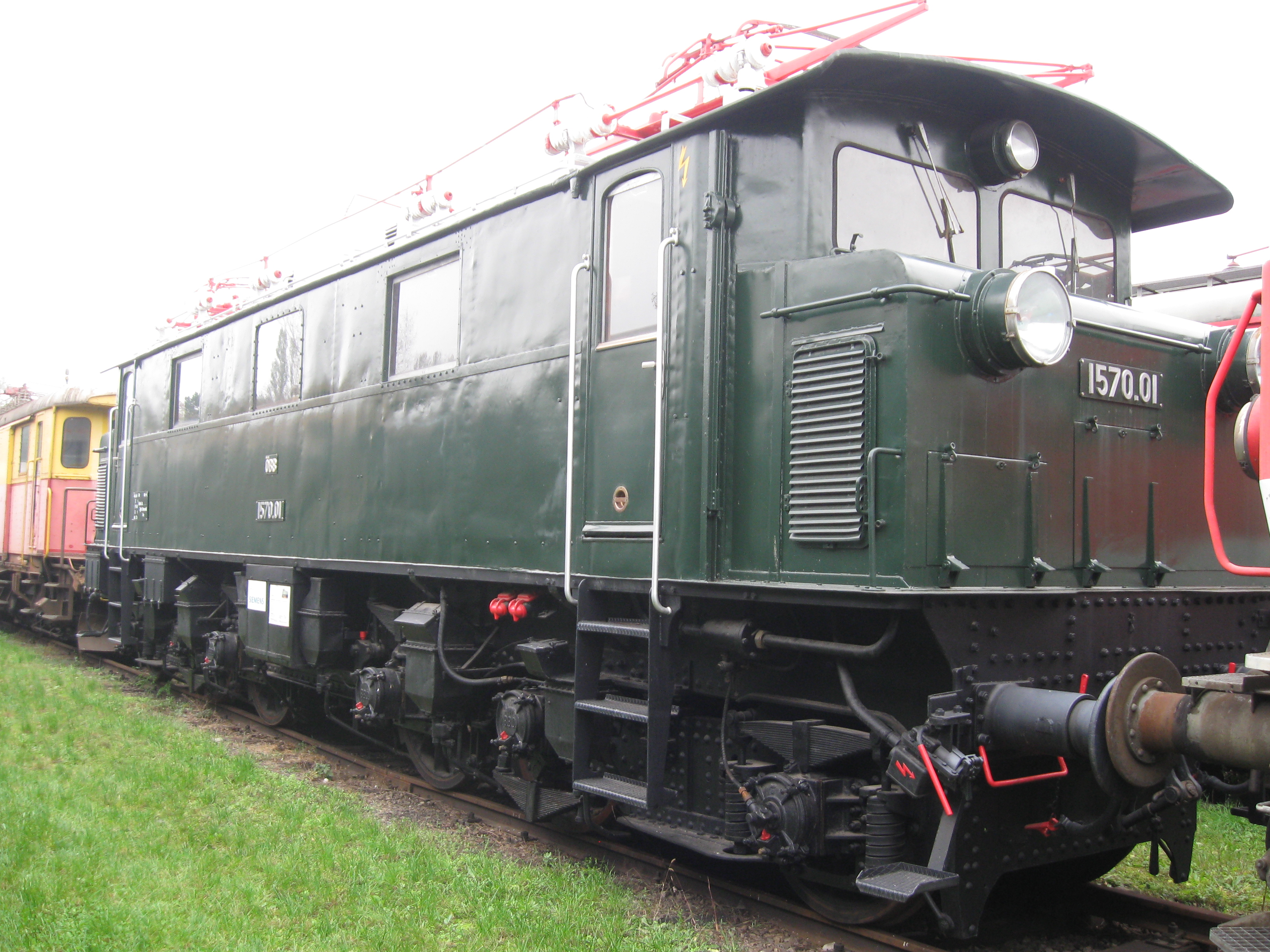
Talstrecken-Schnellzugslok BBÖ 1570 (1925)
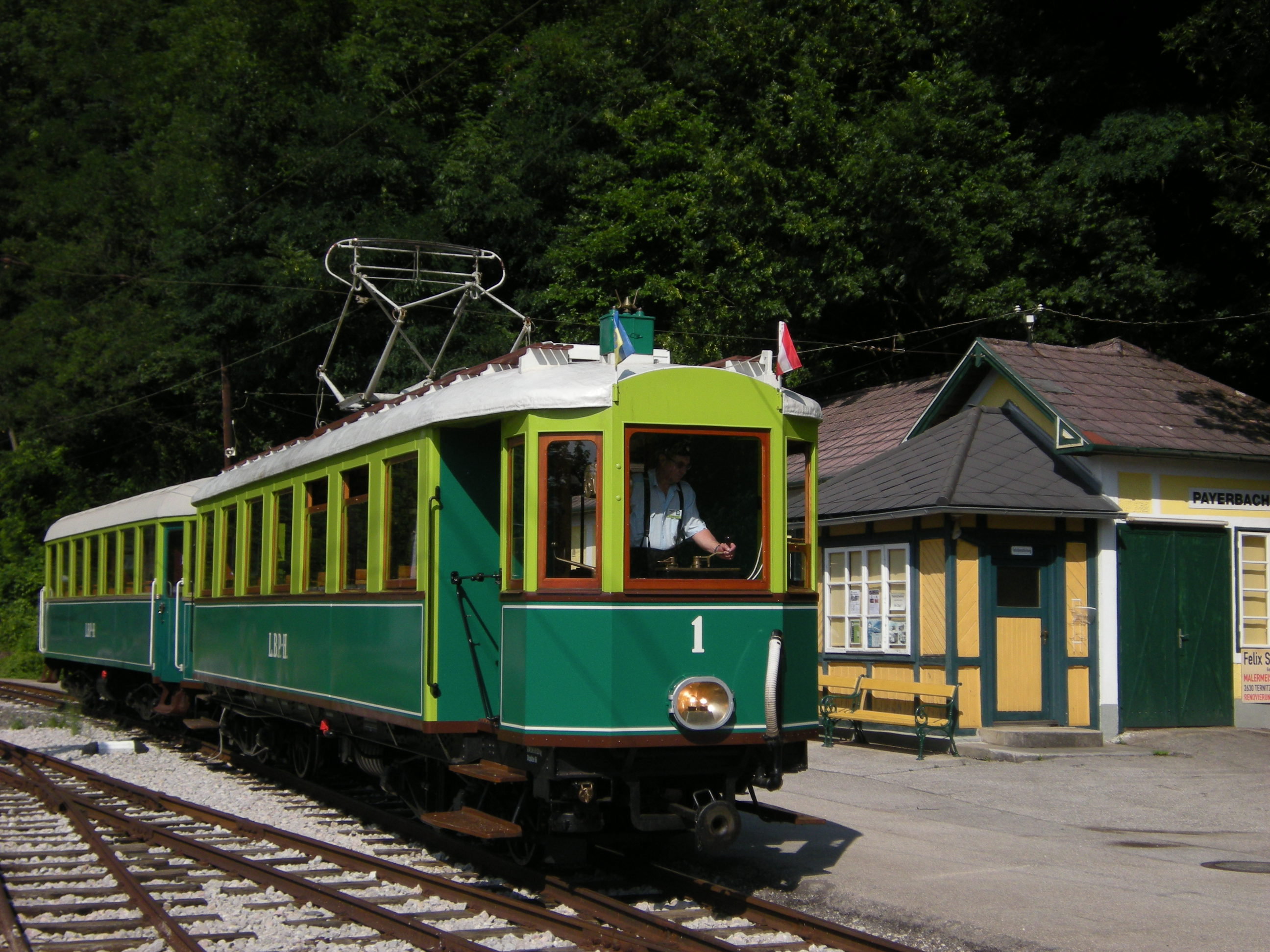
Triebwagen 1 der Höllentalbahn (1926)
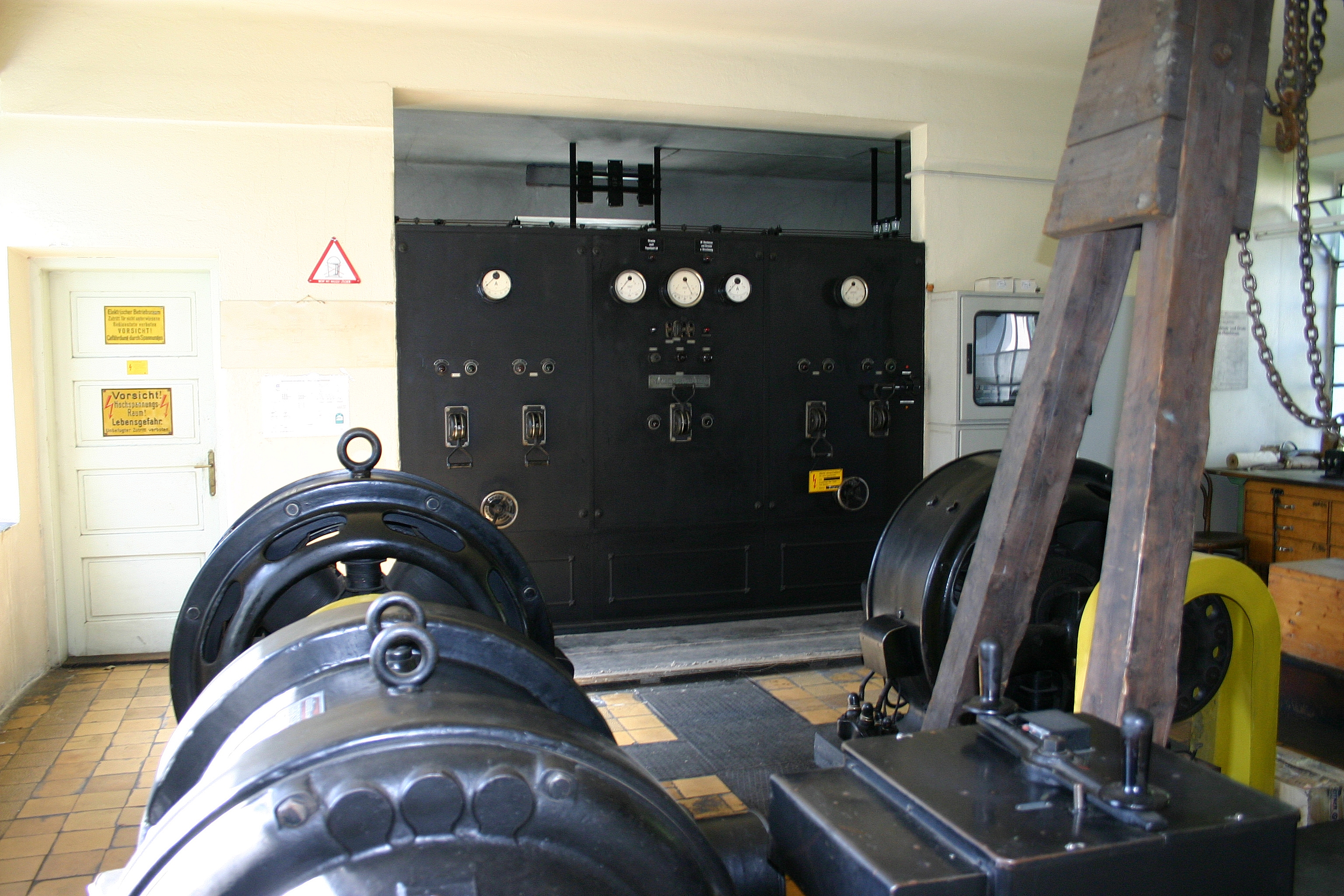
Umformeranlage der Höllentalbahn: zwei Umformersätze mit rotierenden Umformern (1926)
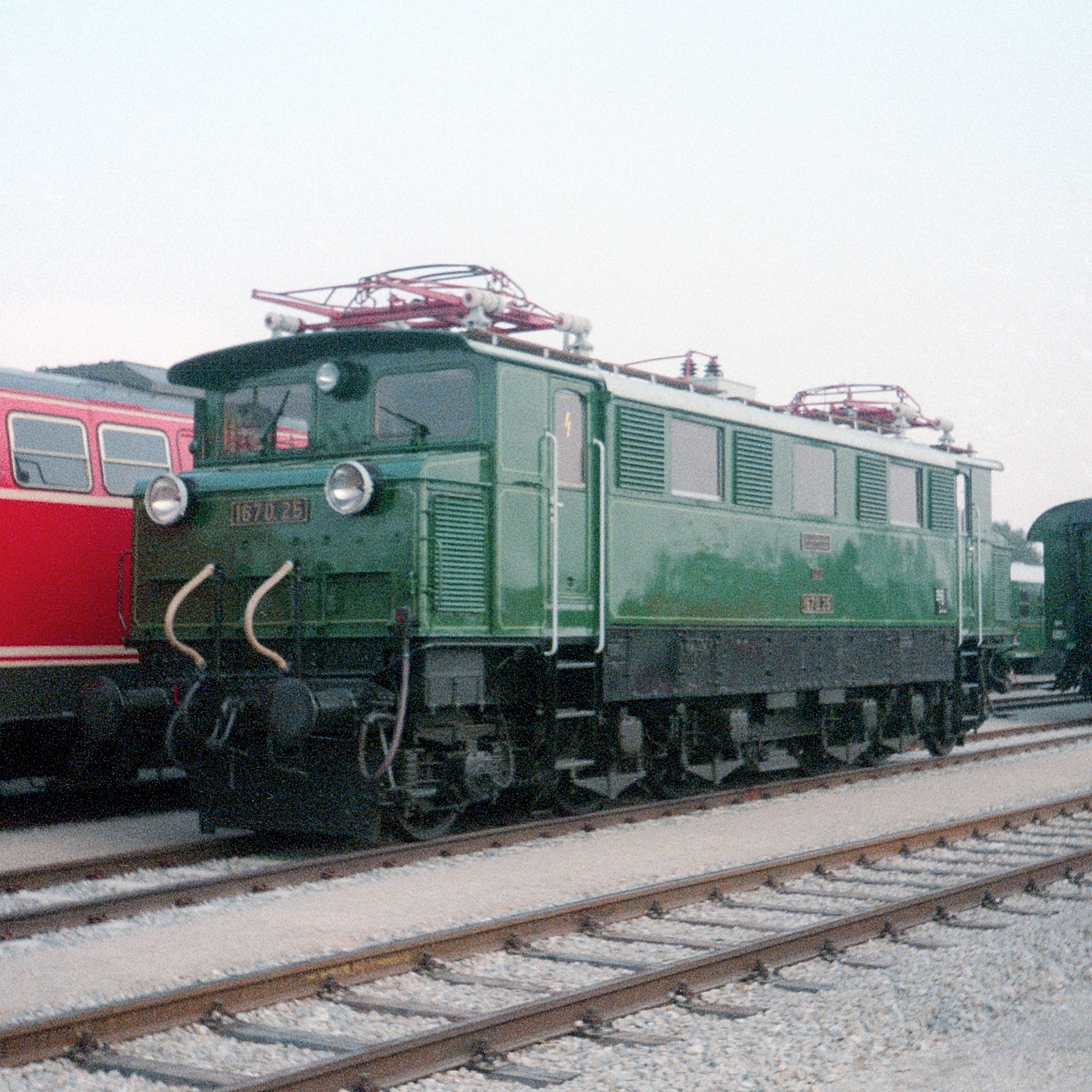
Schnellzugslok der Reihe BBÖ 1670, Antrieb durch senkrecht montierte Motoren über Kegelradgetriebe (1928–1932)
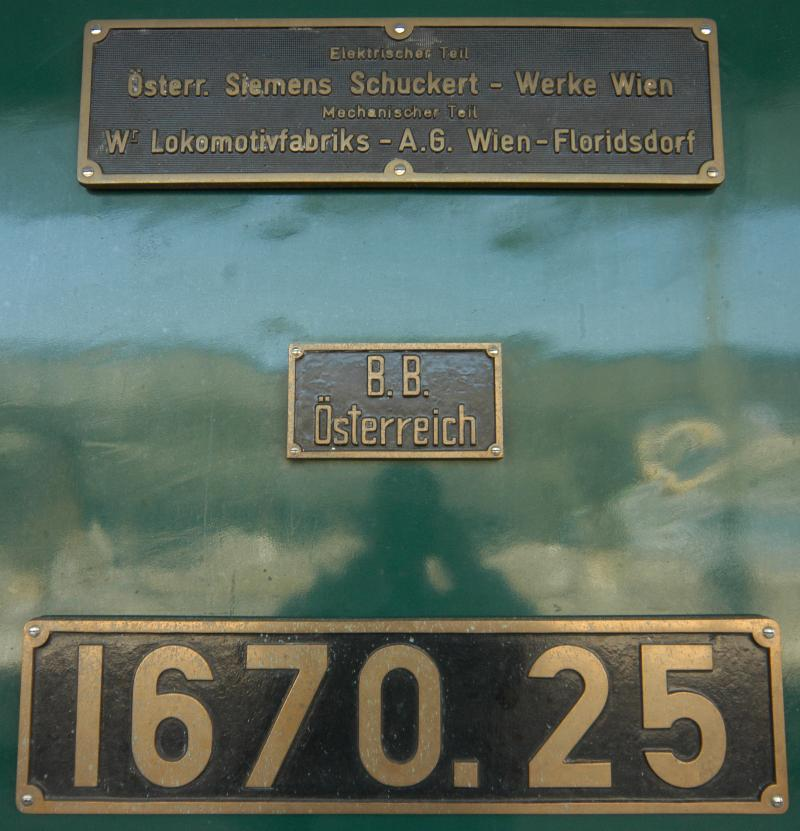
Fabriksschild ÖSSW
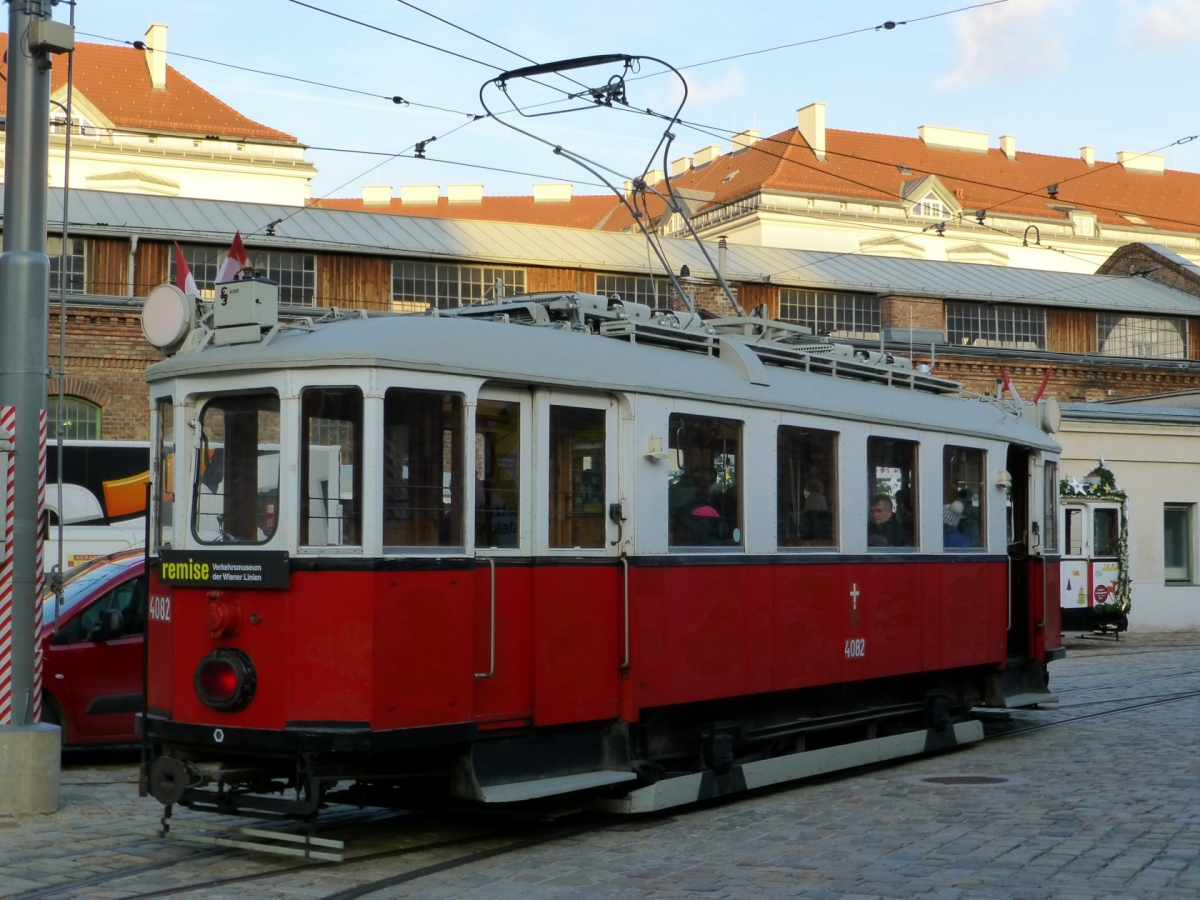
Type M der Wiener Straßenbahn (späten 1920er Jahre)
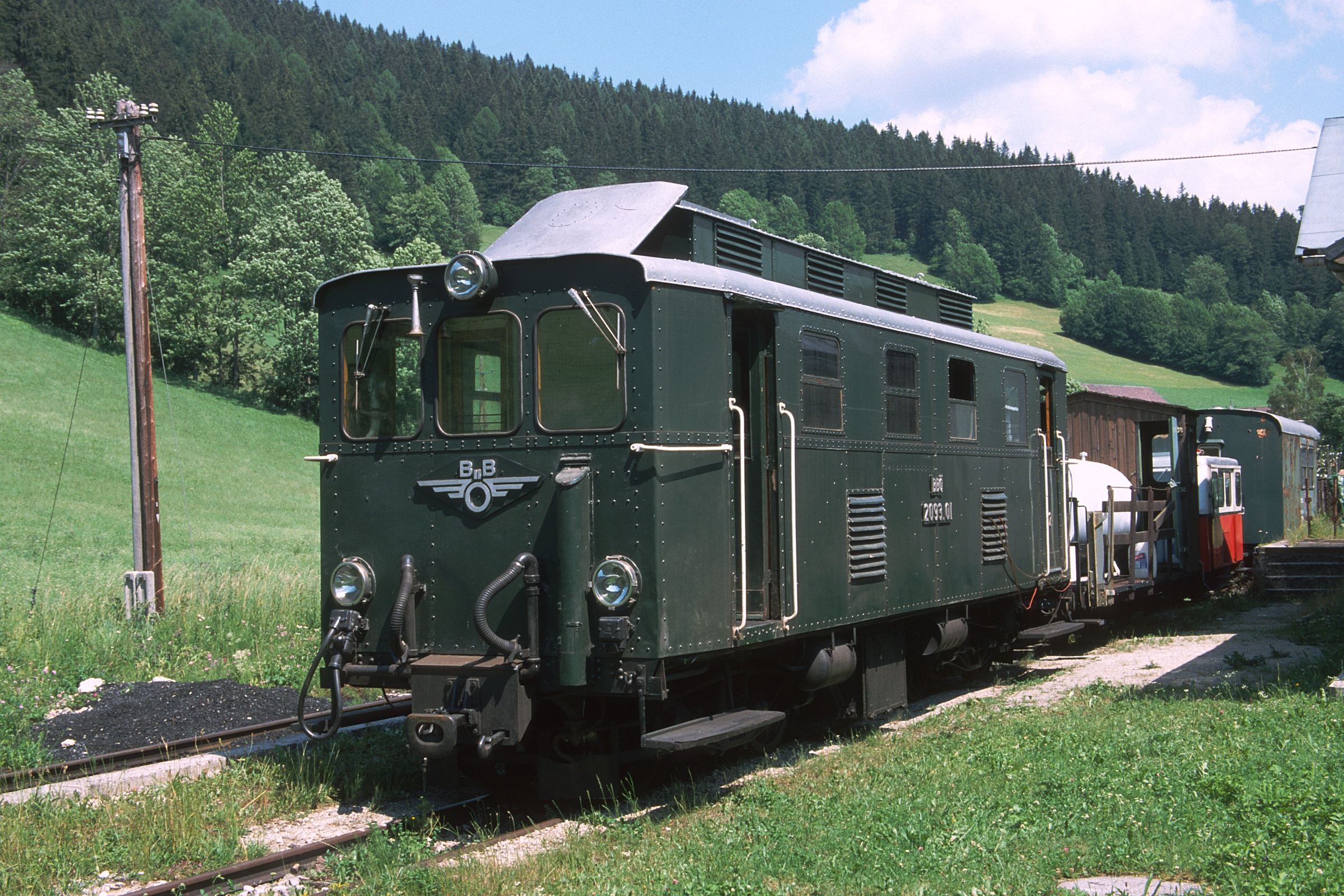
Vierachsige diesel-elektrische Lokomotive BBÖ 2070/s, eine der ersten Diesellokomotiven Österreichs (1928)
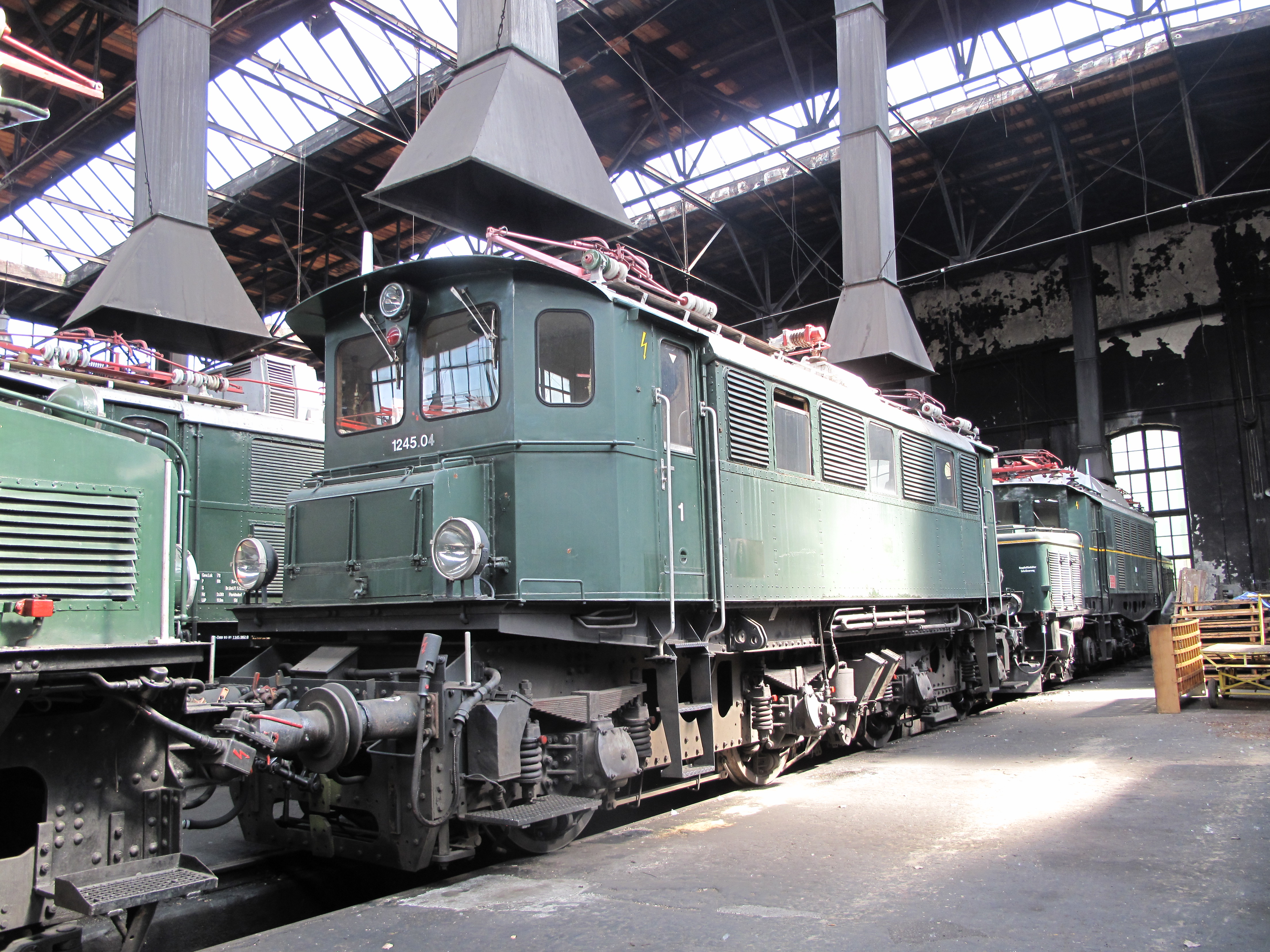
Erste Kooperation im Rahmen der ABES bei den Lokomotiven der Reihe 1245 (1934)
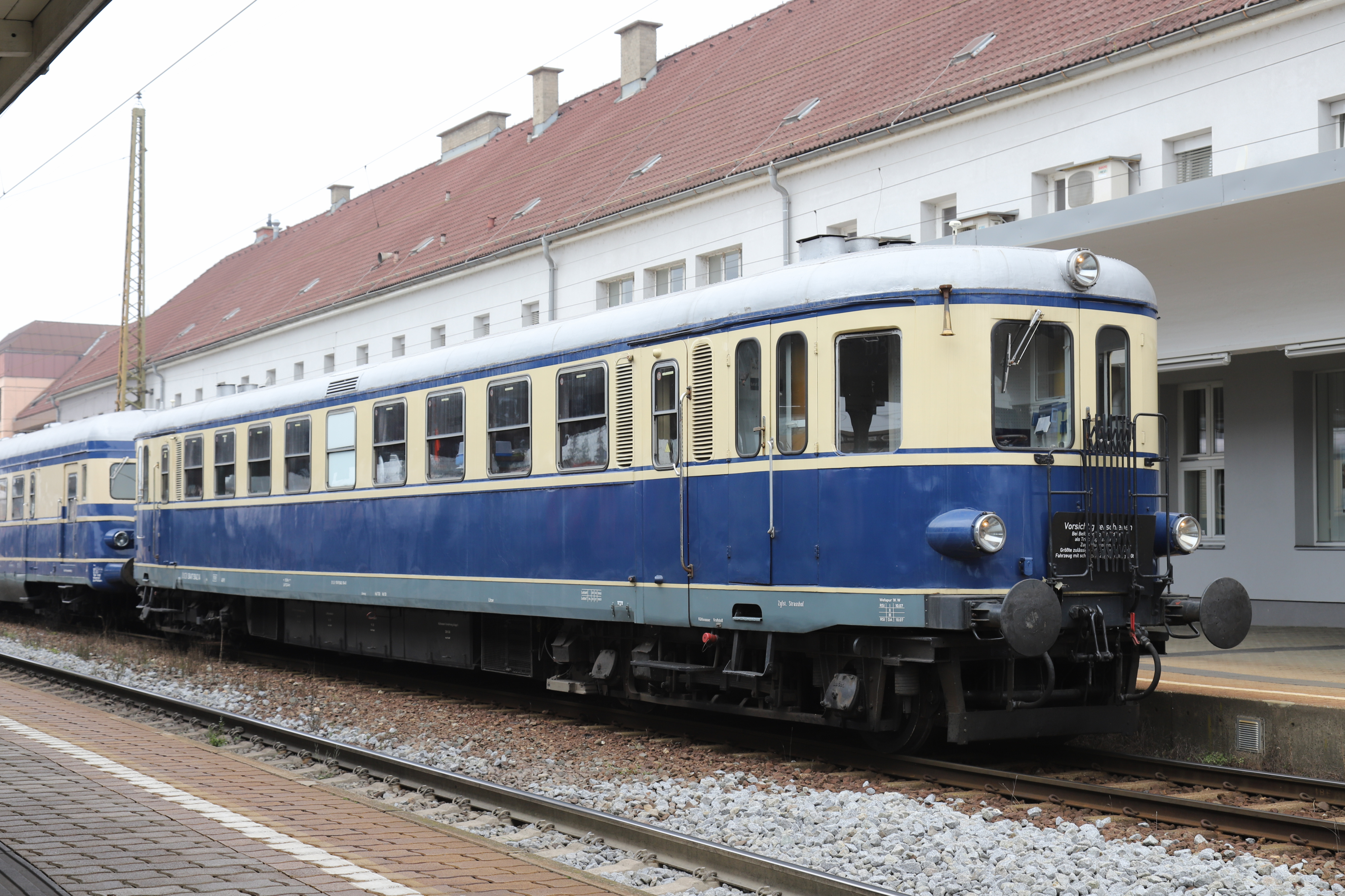
Diesel-elektrischer Schnelltriebwagen BBÖ VT 42 mit ÖSSW Generatoranlage nach GEBUS (1936)
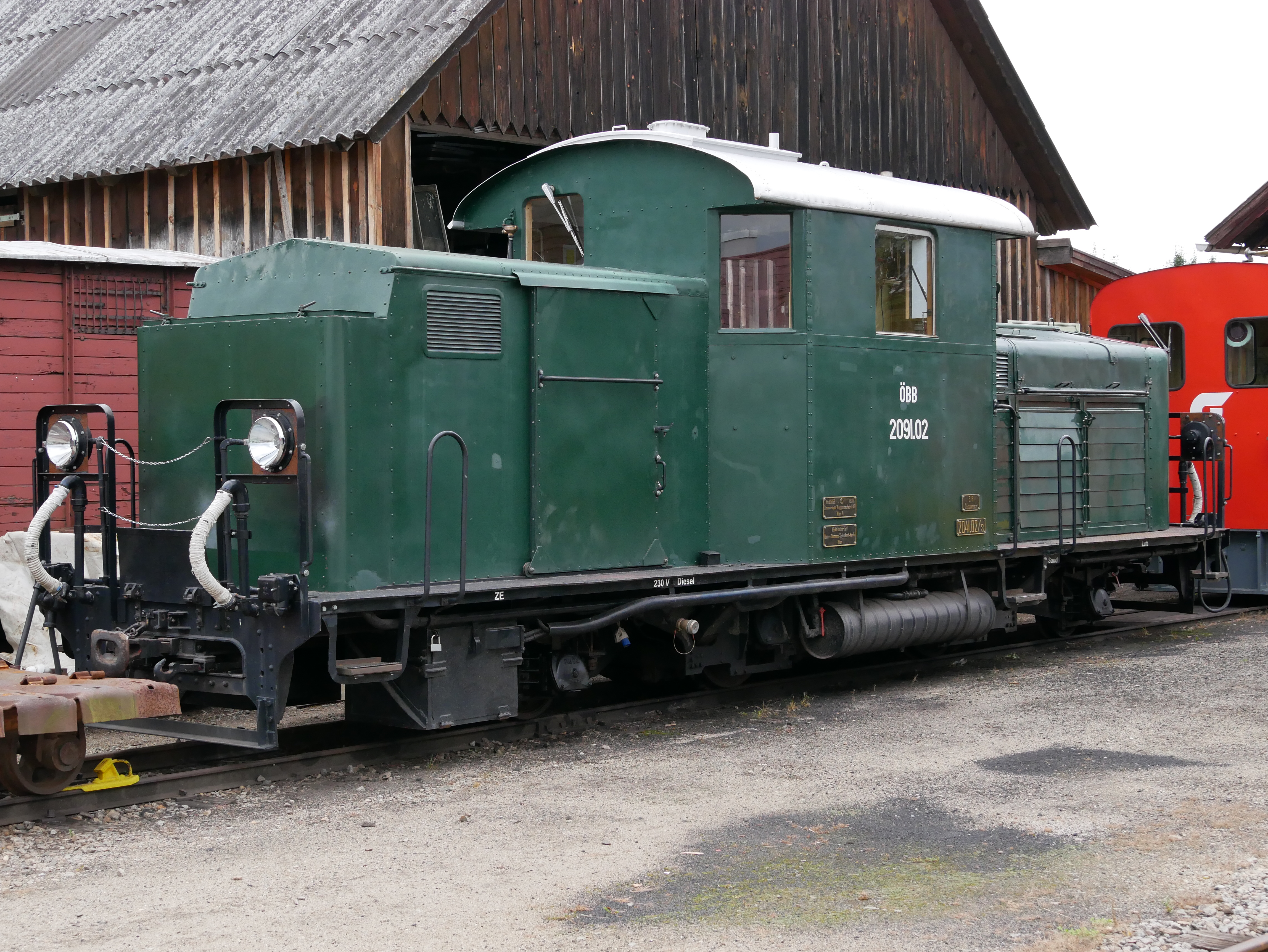
Diesel-elektrische Schmalspurlok 2091.02 mit Kraftübertragung nach System GEBUS (1936)
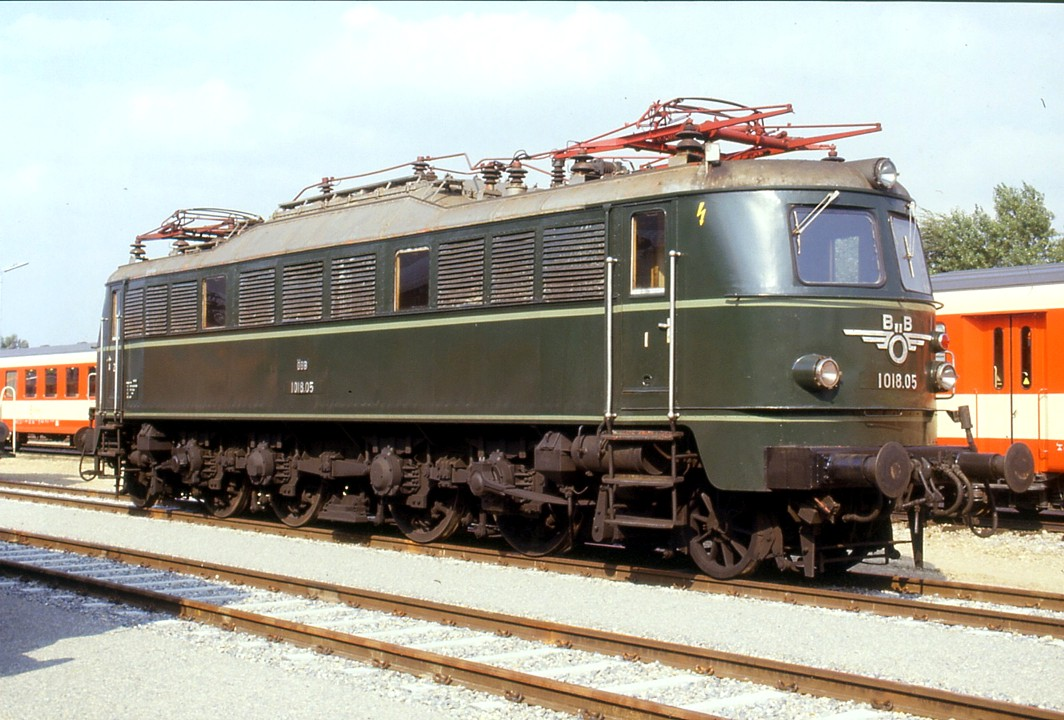
Obwohl eine Konstruktion der AEG, erhielt die Reihe 1018 (DRG E 18.2) vier Fahrmotoren von den ÖSSW mit zusammen 3340 kW Leistung (1938)
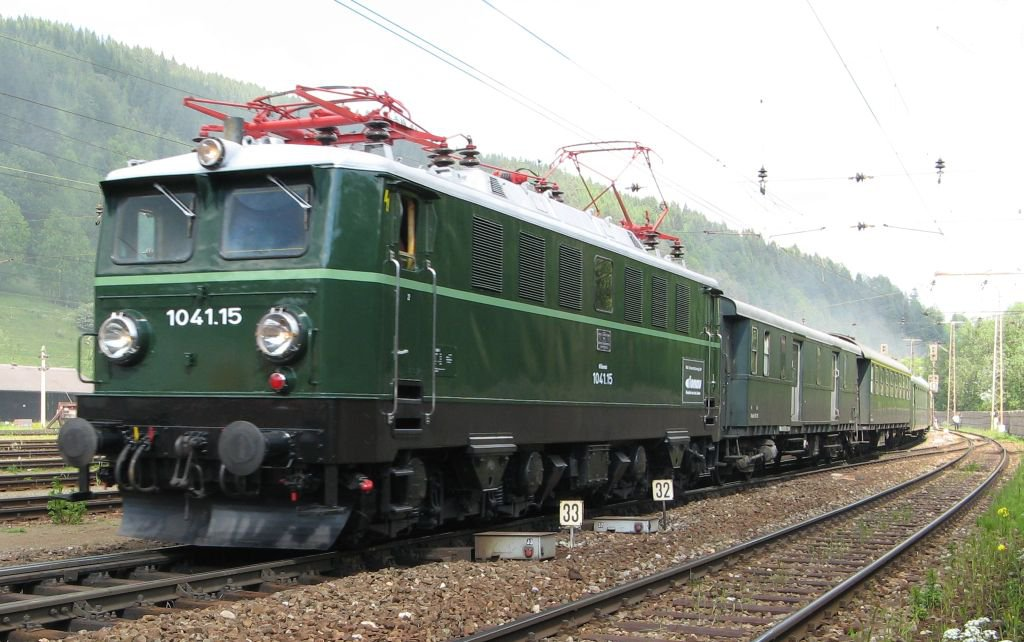
Elektrolok der Reihe 1041 der ÖBB (1950er Jahre)
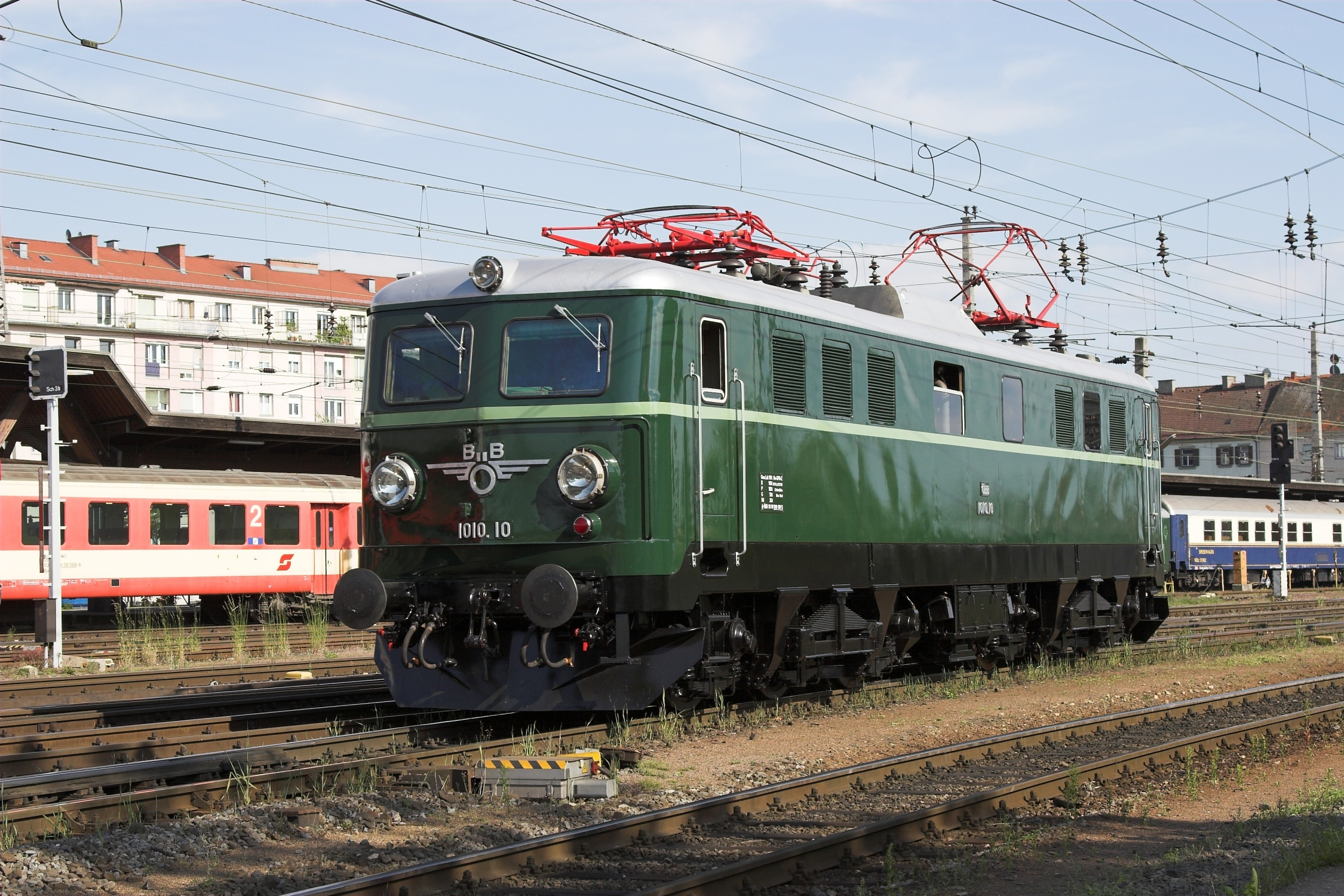
Die Schnellzugloks ÖBB 1010 wurden von der ABES ausgerüstet (1955–1958)